# Chad Ochocinco
Chad Ochocinco Johnson (nacido Chad Javon Johnson en Miami, Florida; 9 de enero de 1978), anteriormente conocido como Chad Ochocinco, es un exjugador profesional estadounidense de fútbol americano que jugaba en la posición de wide receiver. 
Johnson jugó a nivel universitario en Santa Mónica y Oregon State antes de ser seleccionado en la segunda ronda del Draft de la NFL de 2001 por los Cincinnati Bengals. Tras diez temporadas en Ohio fichó por los New England Patriots, con los que perdió en la Super Bowl XLVI. Sus últimos años como profesional los desarrolló en Canadá y México.

## Biografía
Al principio su deporte favorito era el fútbol, pero cambió al fútbol americano porque tenía más posibilidades de jugar. Su trayectoria en este deporte comenzó en el Miami Beach Senior High School, de donde se graduó en 1996.
Él mismo se autonombró "The Black Mexican" debido a que ha declarado sentirse atraído por México a pesar de no tener ascendencia mexicana.
Johnson tiene varios hijos con diversas mujeres. Uno de sus hijos, Chad Johnson Jr., juega fútbol americano para la Universidad de Arizona.
Es primo del también exjugador profesional de fútbol Keyshawn Johnson.

## Carrera deportiva

### Trayectoria en el fútbol americano

#### Universidad
Johnson fue reclutado por la Universidad de Langston, pero no jugó con el equipo de la institución en los torneos de la NAIA. En 1997 se transfirió al Santa Monica College, donde fue compañero de Steve Smith Sr., otra futura estrella de la NFL. 
Tras dos años compitiendo en la California Community College Athletic Association, fue transferido a la Universidad Estatal de Oregón, donde jugó junto con T.J. Houshmandzadeh, quien luego sería su compañero de equipo en los Cincinnati Bengals. En su única temporada con los Beavers, el equipo concluyó su temporada con un récord de 11-1 y terminó ganando el Fiesta Bowl ante sus pares de Notre Dame. Johnson dejó el equipo con un registro de 37 recepciones para 806 yardas con 8 touchdowns. Asimismo pasó a la historia de los Beavers al ser el primer jugador del equipo en realizar una recepción con 97 yardas en un juego ante Stanford Cardinal.

#### NFL

##### Cincinnati Bengals
Fue seleccionado por los Cincinnati Bengals en la segunda ronda con la selección 36 del Draft 2001. Jugó poco como novato, tuvo 28 recepciones para 329 yardas y un touchdown. En el 2003, marcó el récord de los Bengals de más yardas recibidas con 1,355. En el 2004, Johnson atrapó 95 pases para 1,274 yardas y 9 touchdowns. En el 2005 volvió a superar el récord ahora con 1,432 yardas.
Johnson ha sido el líder de la AFC en yardas por recepción por cuatro temporadas consecutivas, y también ha ido al Pro Bowl en 5 ocasiones seguidas: 2003, 2004, 2005, 2006 y 2007.
El 20 de abril de 2006, firmó una extensión por 35.5 millones de dólares, hasta el 2011.
Durante la primera mitad de la temporada vio poca acción debido a una lesión, hasta la semana 8 sólo tenía 483 yardas con 2 touchdowns, sin embargo, tuvo un gran juego contra los San Diego Chargers, con 260 yardas y 2 touchdowns, marcando así el récord de los Bengals de más yardas recibidas en un juego. En el siguiente juego contra los New Orleans Saints, tuvo 190 yardas y 3 touchdowns, durante el juego contra los Atlanta Falcons, en lugar de su nombre decía "ocho y cinco", y desde entonces es apodado así.
Terminó la temporada con 87 recepciones para 1,369 yardas y 7 touchdowns, y fue seleccionado a la Pro Bowl, sin embargo, su equipo no fue a los playoffs al finalizar con récord de 8-8.
Durante el primer juego de la temporada contra los Baltimore Ravens, tras un touchdown, puso un saco que decía "futuro salón de la fama" lo cual le costó una cara multa, en el siguiente juego contra los Cleveland Browns, tuvo 11 recepciones para 209 yardas y 2 touchdowns en la derrota de su equipo 51-45.
Terminó la temporada con 93 recepciones para 1,440 yardas y 8 touchdowns, rompiendo así por tercera vez el récord de más yardas de los Bengals, sin embargo, su equipo no se clasificó para los playoffs al terminar con récord de 7-9, por eso Chad Johnson manifestó al finalizar la temporada, su deseo de salir del equipo, para poder ganar, además de los rumores de que existen problemas con su quarterback Carson Palmer.
Cambió su nombre legal de "Chad Johnson" a "Chad Ochocinco" para celebrar el Mes de la Herencia Hispana en 2008.

##### New England Patriots
Ochocinco fue contratado por los New England Patriots en julio de 2011. Durante su único año con el equipo registró su rendimiento más bajo en la NFL, recorriendo 276 yardas en 15 recepciones y anotando un único touchdown. Los Patriots disputaron el Super Bowl XLVI, pero perdieron el título ante los New York Giants. Relató que fue difícil para él entender el sistema de los Patriots, por lo cual fue cortado el 7 de junio del 2012 tras una sola temporada.

##### Miami Dolphins
Ochocinco fue desvinculado de los New England Patriots a comienzos de junio de 2012, incorporándose pocos días después a los Miami Dolphins. Al mes siguiente Ochocinco cambiaría su nombre nuevamente para recuperar el apellido Johnson.
El 12 de agosto de 2012 los Miami Dolphins anunciaron la cancelación del contrato del jugador, debido a que unos días antes había sido arrestado por golpear a su esposa y la organización no deseaba verse asociada a alguien con esos antecedentes.
Terminó su carrera con 11,059 yardas y 67 anotaciones en 166 partidos.

#### Canadá
Montreal Alouettes de la CFL fichó a Johnson en abril de 2014, firmando un contrato por dos temporadas. Sin embargo solamente cumplió con la mitad del acuerdo, siendo suspendido por la franquicia en la temporada 2015 por no haberse presentado a los entrenamientos de primavera. 

#### México
A fines de marzo de 2017 se anunció que Johnson jugaría un partido en la Liga de Fútbol Americano Profesional de México como parte de los Dinos de Saltillo. Sin embargo, a último momento, el jugador acordó su incorporación a los Fundidores de Monterrey, equipo con el que enfrentaría a los Dinos y le anotaría un touchdown.

### Trayectoria en el fútbol asociación
Durante la huelga de la NFL de 2011, Ochocinco reveló su intención de unirse al Sporting Kansas City de la Major League Soccer en calidad de delantero, sosteniendo que era un aficionado del fútbol asociación y que había practicado ese deporte durante su adolescencia. Aunque entrenó con el equipo y llegó a jugar oficialmente en la MLS Reserve League con el equipo de reserva, finalmente el club no le ofreció un contrato para actuar profesionalmente en sus filas, pero lo nombró un miembro honorario de la institución y le dio acceso ilimitado a sus instalaciones para que pudiera entrenar mientras esperaba el reinicio de las actividades en la NFL.
El atleta volvió a incursionar en el balompié cuando se incorporó al Boca Raton FC en octubre de 2018. Con el equipo floridano jugó oficialmente hasta mediados de 2019 en la National Premier Soccer League y en la United Premier Soccer League, consideradas respectivamente como la cuarta y la quinta categoría del fútbol competitivo estadounidense. 
En 2023 y 2024 compitió en The Soccer Tournament -un campeonato de fútbol 7- como parte del equipo Nati SC.

### Otras actividades deportivas
En 2007 corrió una carrera contra un caballo purasangre como parte de un evento de recaudación de fondos para donar a obras de caridad. El desafío consistía en correr un furlong, teniendo el atleta una ventaja de 100 metros. Finalmente Johnson venció a su rival, un caballo llamado Restore the Roar.
En 2011 participó en un evento de la Professional Bull Riders en Duluth, Georgia. En esa ocasión montó un toro por casi dos segundos. 
En 2021 integró el cartel de la velada boxística de exhibición que encabezaban Floyd Mayweather Jr. contra Logan Paul. Su rival fue Brian Maxwell, un pugilista del Bare Knuckle Fighting Championship, al que enfrentó durante cuatro rounds.

## Carrera mediática
Ochocinco participó de la décima temporada del programa Dancing with the Stars en 2010, siendo eliminado en la penúltima semana. Ese mismo año condujo el programa The T. Ocho Show junto a Terrell Owens por la señal Versus y protagonizó Ochocinco: The Ultimate Catch en VH1, un programa de telerrealidad en el que diversas mujeres se postulaban para ser su próxima pareja. También ha sido anfitrión invitado del WWE Raw en 2016 y comentarista de la Copa Mundial de Fútbol de 2022 para la cadena Fox Sports.
El atleta actuó en el episodio inaugural de la tercera temporada de la sitcom Blue Mountain State, interpretando a un jugador de fútbol americano. Asimismo realizó cameos en las series Squidbillies, The League y The Game, y en la película American Pie: El reencuentro de 2012.
Asimismo ha intervenido en diversas campañas publicitarias, incluyendo en una de PETA contra el uso de pieles de animales.
En 2006 su imagen apareció en la portada del videojuego NFL Street 3, desarrollado por la compañía Electronic Arts. En 2010 el estudio RockLive publicó Mad Chad, un videojuego para iPhone. 